# 관민추도회
관민추도회(官民追悼會)는 1909년에 대한제국 정부가 주요 관리들을 참석시켜 진행한 이토 히로부미 추도 행사이다. 서울 중구의 장충단에서 열려 장충단추도회로도 부른다.

## 개요
1909년 10월 26일에 이토가 사망한 뒤 11월 2일에 관민추도회 실행위원이 구성되었다. 관민추도회를 일본에서 열리는 11월 4일의 이토 국장에 맞춰 같은 날 진행하기 위해서였다. 발기인은 총리대신 이완용이며 비용 마련 등 행사 준비는 내각의 각 부 관료가 담당했다.
이 행사의 중심 인물이 한성부민회, 대한협회, 일진회 등 사회단체와 밀접한 관계가 있었기 때문에 정부뿐 아니라 사회 각계를 대표하는 상징성이 있었다. 따라서 관민추도회는 ‘관민합동’으로 전체 한국인의 총체적인 애도가 이루어지고 있음을 대외에 알리는 역할을 했다.
관민추도회가 열리는 날에는 모든 관청이 휴무하였으며, 관아 앞에는 애도를 뜻하는 반기가 걸렸다. 학부대신 이용직의 훈령으로 모든 학교는 휴교하고 음악도 정지되었다. 장충단에서는 관리, 군인 및 학생, 일반인 등이 모여 추도 행사가 열렸다. 내각 대표인 총리대신 이완용, 궁내부 대표인 시종원경 윤덕영, 한성부민회 대표 윤효정이 추도 제문을 읽었다.

## 발기인
| - 이완용 : 총리대신 - 민병석 : 궁내부대신 - 김윤식 : 중추원 의장 - 박제순 : 내부대신 - 고영희 : 탁지부대신 - 조중응 : 농상공부대신 | - 이용직 : 학부대신 - 이병무 : 친위부장관 - 조민희 : 승녕부총관 - 윤덕영 : 시종원경 - 유길준 : 한성부민회장 |

## 참고자료
- 친일인명사전편찬위원회 (2004년 12월 27일). 《일제협력단체사전 - 국내 중앙편》. 서울: 민족문제연구소. 66-69쪽쪽. ISBN 8995330724.
- 임종국 (1991년 2월 1일). 〈이또 죽음에 ‘사죄단’ 꾸미며 법석 떨어〉. 《실록 친일파》. 반민족문제연구소 엮음. 서울: 돌베개. 80~88쪽쪽. ISBN 8971990368.